# Palučci
Palučci – wieś w Bośni i Hercegowinie, w Federacji Bośni i Hercegowiny, w kantonie uńsko-sańskim, w mieście Bihać. W 2013 roku liczyła 25 mieszkańców, z czego większość stanowili Serbowie.